# Stockholms rådhus

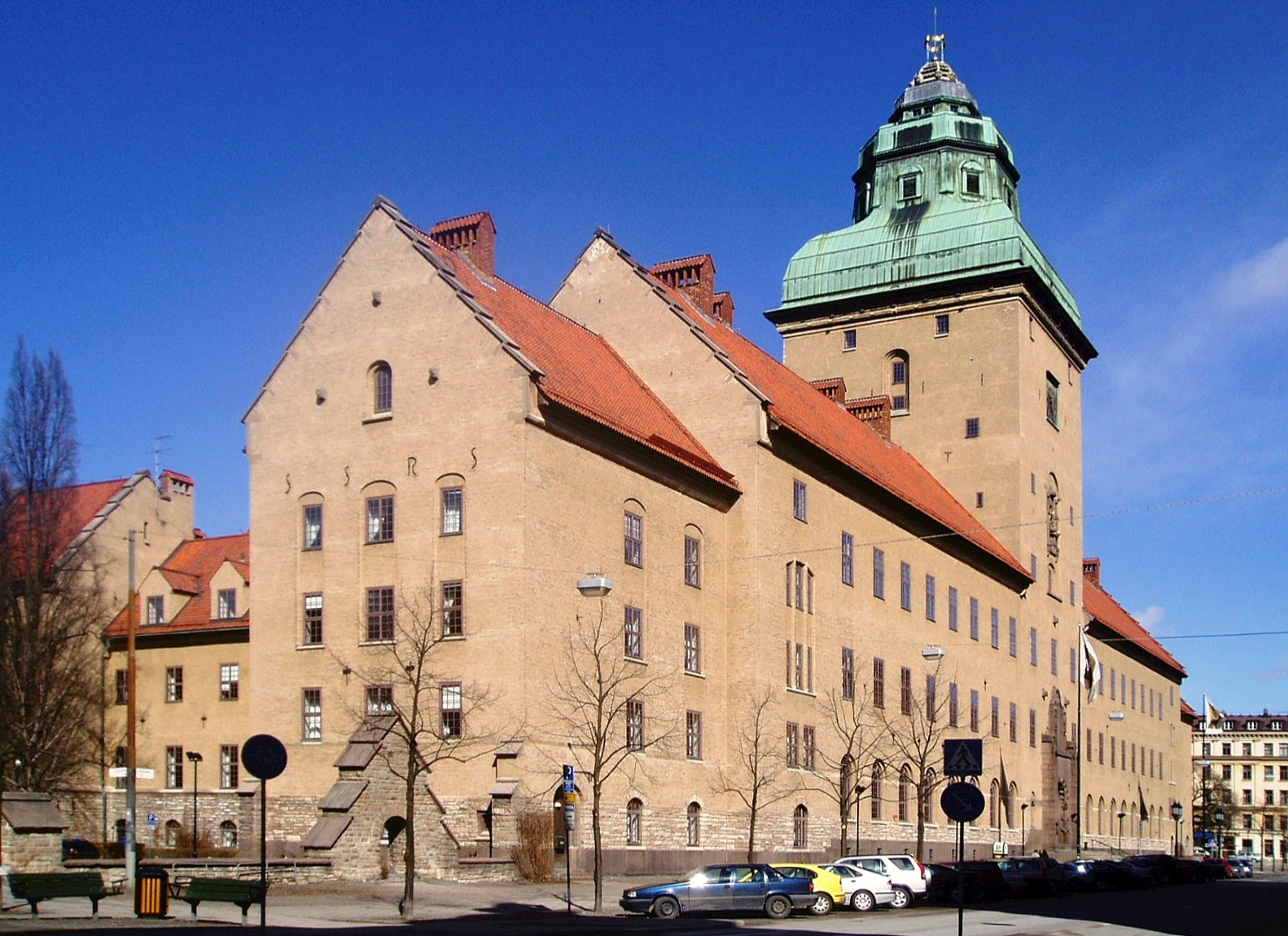
Stockholms rådhus

Stockholms rådhus, das Stockholmer Amtshaus, befindet sich auf der im Stockholmer Zentrum gelegenen Insel Kungsholmen und ist der Sitz des Amtsgerichts (tingsrätt) für die Stadt Stockholm und die Nachbargemeinde Lidingö. Das Gebäude steht unter Denkmalschutz.
Das Gebäude wurde in den Jahren 1909 bis 1915 nach Plänen des Architekten Carl Westman errichtet, der im Wettbewerb um die Errichtung des Stockholms stadshus Zweiter wurde. Es wurde von der Stadt Stockholm für die damalige Rathausgerichtsbarkeit, d. h. die erste Instanz, erbaut und gehört heute dem schwedischen Staat. Hinter dem Gebäude liegt das Hauptquartier der Stockholmer Polizei und der Verwaltungsleitung der Reichspolizeibehörde.